# Kot pręgowany

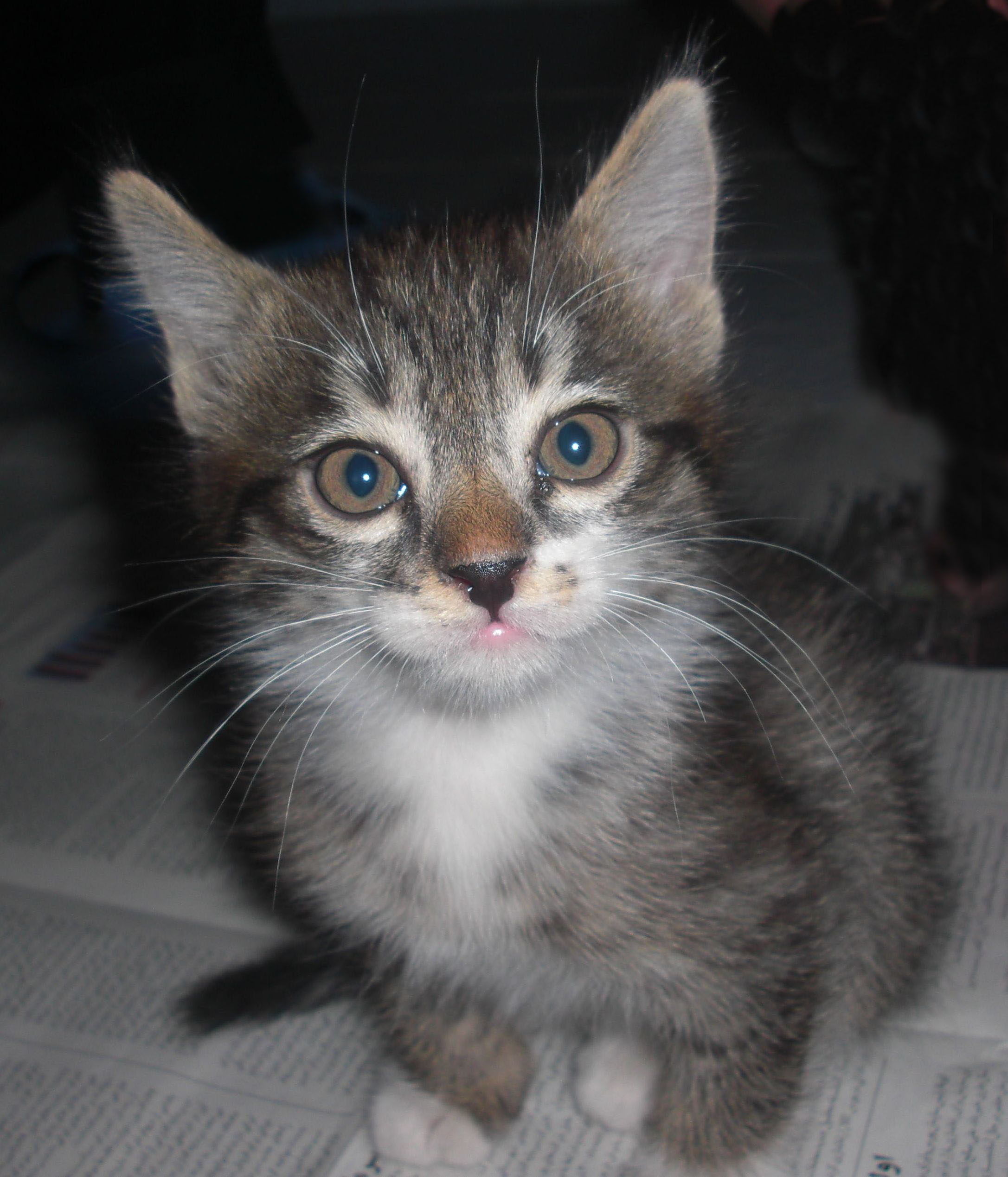
Młody pręgowany kot perski (wzór tygrysi)

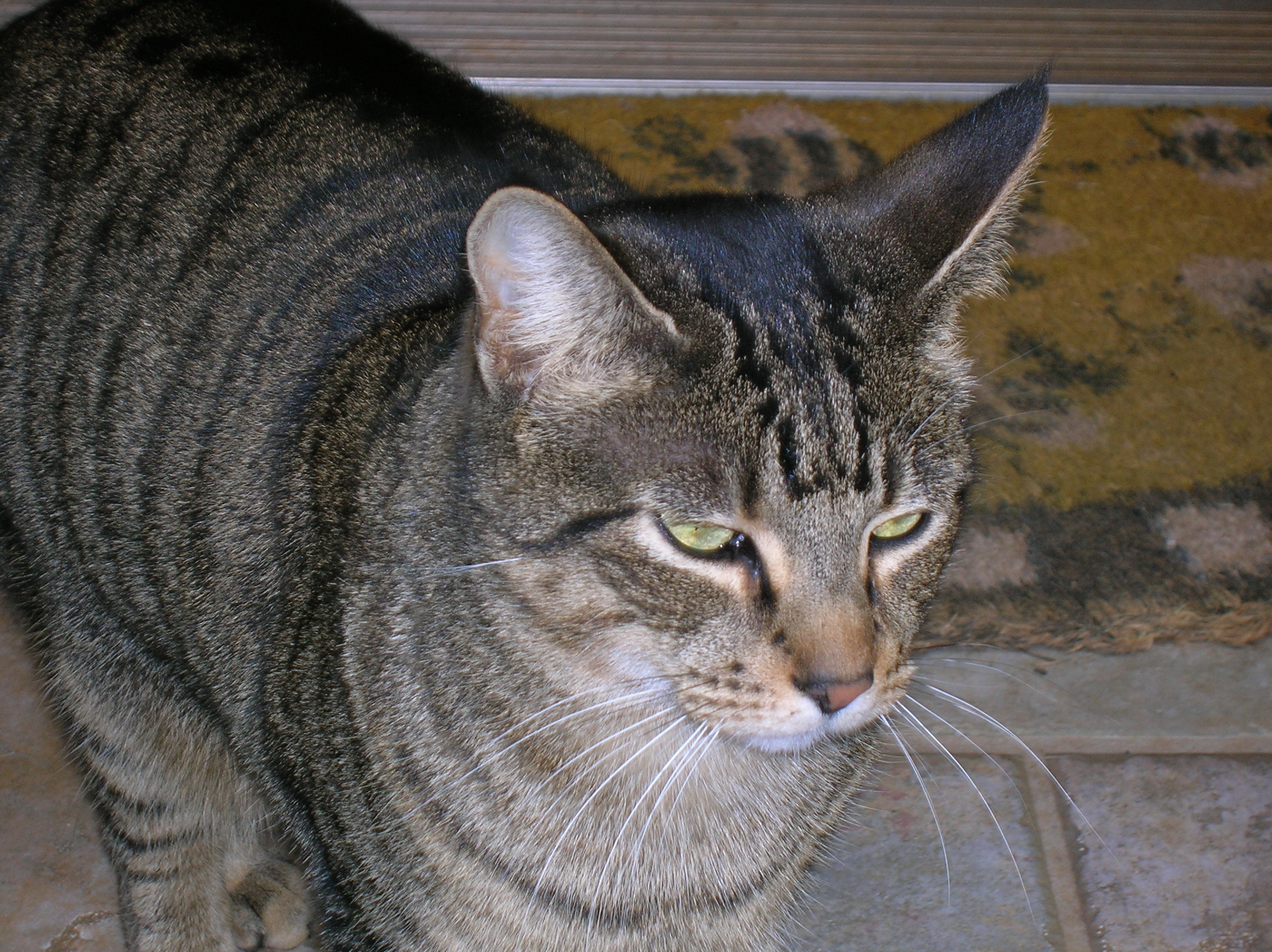
Umaszczenie głowy kota pręgowanego. Widoczny wzorek w kształcie litery „M”

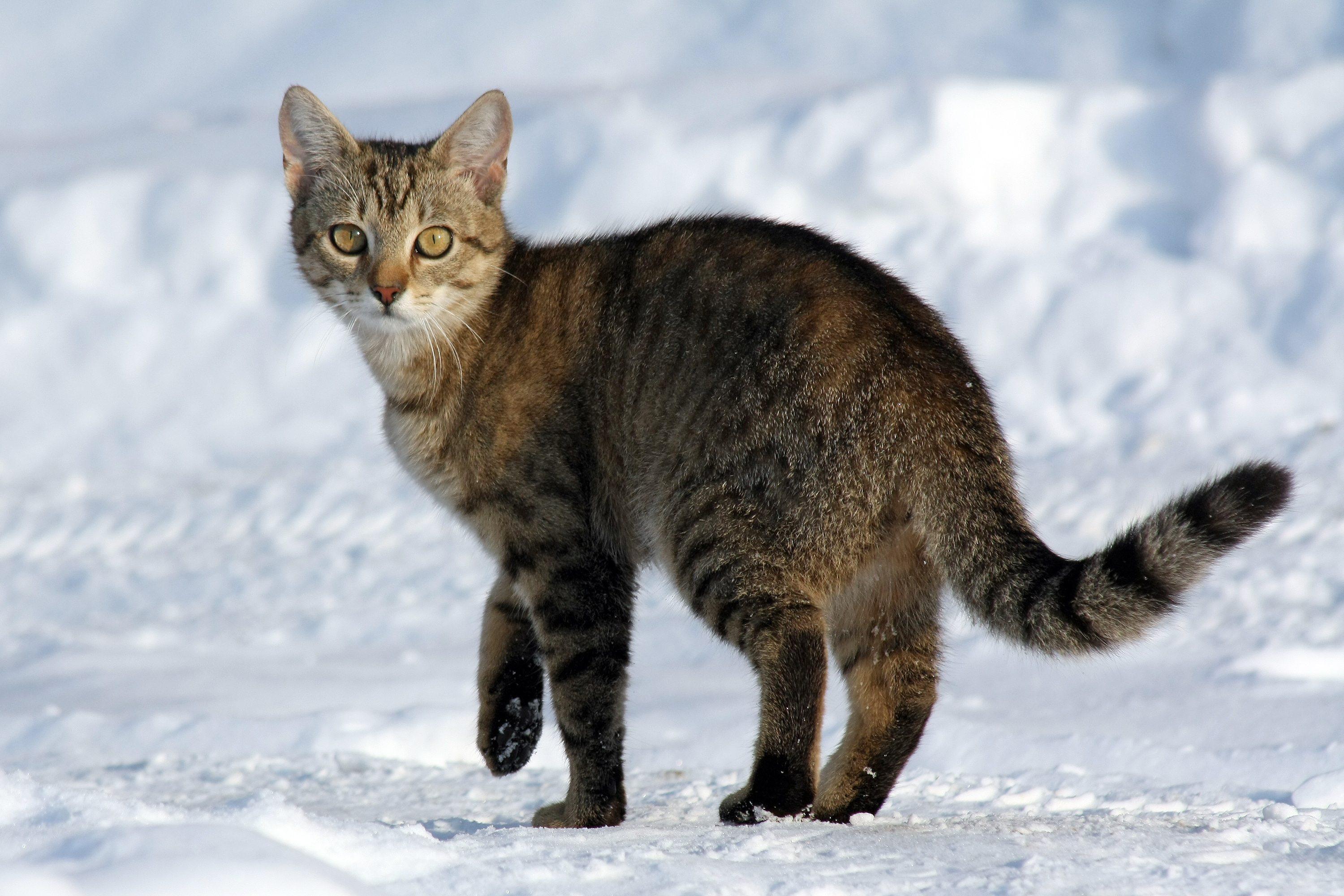
Kot pręgowany bury

Kot pręgowany – kot o pręgowanym, zwykle brunatnym umaszczeniu. Koty te mają charakterystyczny wzorek na czubku głowy w kształcie litery „M”. Mają też jasny brzuch. Jest to prawdopodobnie najpowszechniejsze umaszczenie kotów.
Wśród ludzi niebędących znawcami panuje pogląd, że jest to rasa kota. W rzeczywistości jest to tylko możliwe umaszczenie, które występuje u różnych ras. Kocie pręgi mogą wiązać się z przodkiem kota domowego – kotem nubijskim. Umaszczenie to nie jest jednak związane z kolorem ich sierści. Wśród kotów pręgowanych zwykle występuje ubarwienie szare i rude.

## Wzory pręg
Pręgi mogą przybierać różne formy – od zwykłych długich pręg do cętek i wirów. Ze względu na tę różnorodność klasyfikuje się koty na cztery kategorie: wzór pręgowany–tygrysi (makrelowy), klasyczny, cętkowany i ticked. Wśród poszczególnych kategorii wyróżnia się wzory:
- makrelowy, pręgowany tygrysi[4] – gęsto rozmieszczone, pionowe, równoległe pręgi jak u tygrysa
- klasyczny – wiry, spirale, pierścienie, zamknięte koła
- cętkowany – cętki, przybierające formy kropek, przerywanych pasków i rozetek
- ticked – trudno go jednoznacznie opisać, zwykle mówi się o pręgowaniu nakrapianym

Do piątego wzoru zaliczają się koty, które mają pręgi, ale jako część innego desenia. „Łaciate” koty pręgowane to koty o umaszczeniu kaliko z pręgowanymi łatami.